# Sampeyre
Sampeyre (piemontesisch San Pèire) ist eine Gemeinde in der italienischen Provinz Cuneo (CN), Region Piemont.

## Lage und Einwohner
Sampeyre liegt rund 50 km nordwestlich von der Provinzhauptstadt Cuneo entfernt im Valle Varaita, das in den Cottischen Alpen liegt. Das Gemeindegebiet umfasst eine Fläche von 98 km² und hat 980 Einwohner (Stand 31. Dezember 2024). Die Gemeinde besteht aus den Ortsteilen Becetto und Sampeyre. In Sampeyre beginnt die Straße zum Colle di Sampeyre. Auf dem Gemeindegebiet liegt ein Teil des Alevè-Waldes, dem größten Zirbelkieferwald Europas. Seit 1949 steht der Alevé-Wald unter Schutz und ist im Register der Samenwälder eingetragen. Seit 2000 ist er ein Gebiet von gemeinschaftlichem Interesse der Europäischen Union.
Die Nachbargemeinden sind Brossasco, Casteldelfino, Elva, Frassino, Macra, Oncino, Paesana, San Damiano Macra, Sanfront und Stroppo.

## Geschichte

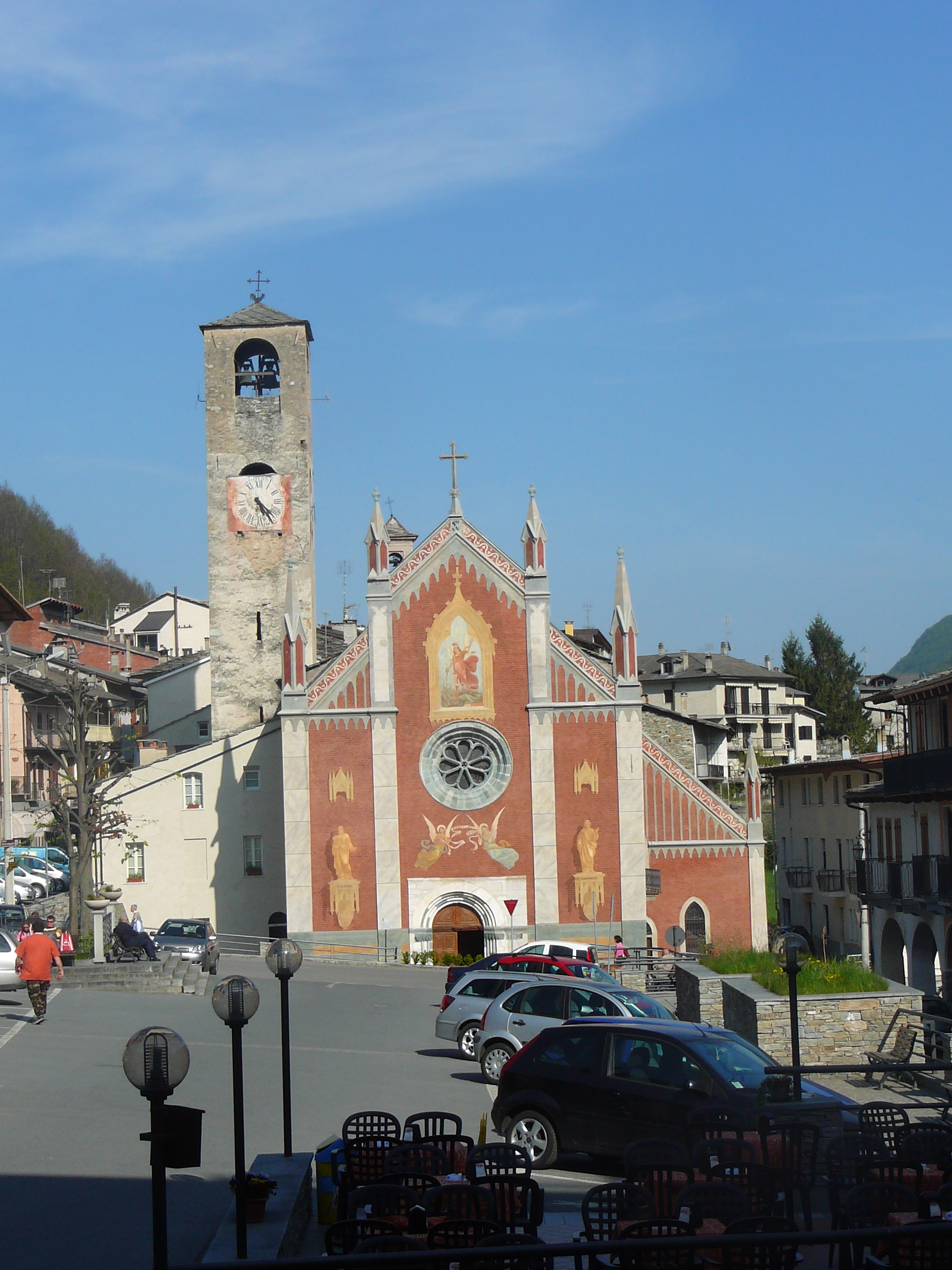
Piazza della Vittoria

Der Ortsname erscheint in mittelalterlichen Dokumenten mit dem lateinischen „Sanctus Petrus“, der seit 1175 bezeugt ist und sich auf den Heiligen Petrus bezieht, dessen Kult sich zwischen dem 5. und 6. Jahrhundert verbreitete. Es gibt nur wenige historische Informationen über die frühen Ereignisse des Dorfes. Es ist bekannt, dass es als Verbindungspunkt zwischen dem unteren und oberen Val Varaita lange Zeit die Grenze zwischen der Markgrafschaft Saluzzo und der Dauphiné bildete. Es war seit prähistorischen Zeiten besiedelt und entwickelte sich in der Römerzeit. Sehenswert sind die Pfarrkirche St. Peter und Paul im gotischen Stil und das Rathaus und das Kriegerdenkmal. Zu den zahlreichen mittelalterlichen Häusern, die heute noch erhalten sind, gehört Casa Clary, ein Beispiel einer Residenz aus dem 15. Jahrhundert. Erwähnenswert ist auch die Wallfahrtskirche von Becetto, die zu Beginn des 13. Jahrhunderts erbaut und anschließend renoviert wurde.